# Лулва бинт Язид Аль Сауд
Лу́лва би́нт Язи́д Аль Сау́д (араб. لولوة بنت يزيد آل سعود‎; род. 1996) — саудовская принцесса, предпринимательница и светская львица.

## Биография
Лулва бинт Язид является дочерью принца Язида ибн Сауда Аль Сауда, сына короля Сауда ибн Абдул-Азиза Аль Сауда. Она получила образование в Королевском колледже Лондона, где изучала юриспруденцию, но затем увлеклась бизнесом.
В возрасте 19 лет принцесса создала свою первую компанию Gotrend.com, торговую платформу, которая занимается в Египте онлайн-покупками и продажами Она получала своё образование в области бизнеса, работая в своей компании в качестве консультанта.
В 2022 году принцесса основала компанию Plus966, которая получила название в честь телефонного кода страны. Крупная компания специализируется в стране на продаже модной одежды и аксессуаров, включая товары для дома и чехлы для телефонов. Помимо этого, принцесса является соучредителем и главным исполнительным директором RiseUp Saudi Arabia, платформы, которая помогает начинающим предпринимателям.
В мае 2023 года выступала на женском саммите Forbes Middle East, который проходил в Эр-Рияде.